# Исчезновение семьи Мартин
Исчезновение семьи Мартин из Портленда произошло 7 декабря 1958 года. Пропавшими были Кеннет Мартин (54 года), его жена Барбара Мартин (48 лет) и их три дочери: Барбара (14 лет), Вирджиния (13 лет) и Сьюзен (11 лет). Через несколько месяцев после их исчезновения тела Сьюзен и Вирджинии были обнаружены ниже по течению реки Колумбия, примерно в 48 километрах друг от друга. Полиции удалось установить, что автомобиль, в котором ехала семья, упал в реку, однако выяснить точные обстоятельства произошедшего не удалось. Местонахождение пропавших остается неизвестным, а их автомобиль так и не был найден. Исчезновение семьи Мартин было описано как одна из «самых загадочных» тайн в истории штата Орегон и вызвало самую большую поисковую операцию того времени.

## Расследование
В течение нескольких недель и месяцев после исчезновения семьи в полицию поступали различные сообщения от вероятных очевидцев, в том числе более 200 писем и сотни телефонных звонков. Среди них было сообщение от владельца фруктового сада к востоку от Портленда, который утверждал, что видел мужчину и женщину 7 декабря, собиравших зелень в каньоне, где находилось индейское захоронение. Каньон обыскали, но ничего не нашли. 28 декабря 1958 года рядом с брошенным Шевроле была обнаружена женская перчатка, которая, как утверждали, была «похожа» на перчатку Барбары, однако её нельзя было однозначно идентифицировать как принадлежащую ей. Два дня спустя, 31 декабря, человек, позвонивший в полицию, рассказал, что видел автомобиль, похожий на автомобиль Мартинов на автостраде Болдока. Дежурившие вдоль автострады полицейские были предупреждены, но обнаружить машину не удалось. Было также получено письмо от свидетеля, который утверждал, что видел людей, похожих на Мартинов, в Берлингтоне (штат Айова) в канун Рождества. Одно из последних сообщений о наблюдении автомобиля Мартинов относится к 7 января 1959 года — оно поступило от водителя грузовика, который заявил, что видел автомобиль, соответствующий приметам пропавшего Шевроле, припаркованным в Биллингсе (штат Монтана) с номерами штата Орегон.
К февралю 1959 года были проведены поисковые работы в различных местах, включая столичный район Большого Портленда, а также на горе Худ. В ходе поисков на горе Худ, поисковик-доброволец обнаружил следы шин, ведущие от скалы недалеко от Те-Далса, которые, как сообщается, совпадали с шинами на автомобиле Мартинов. Частицы краски, найденные в этом месте, были отправлены в ФБР для анализа, и было установлено, что краска была идентична той, которая использовалась на марке и модели автомобиля Мартинов. Основываясь на предположении, что машина Мартинов могла упасть в реку, Инженерные войска понизили уровень реки на 1,5 метра в озере за плотиной Бонневиль, которое было обыскано с помощью гидролокатора, что не дало никаких результатов.

### Обнаружение Сьюзен и Вирджинии

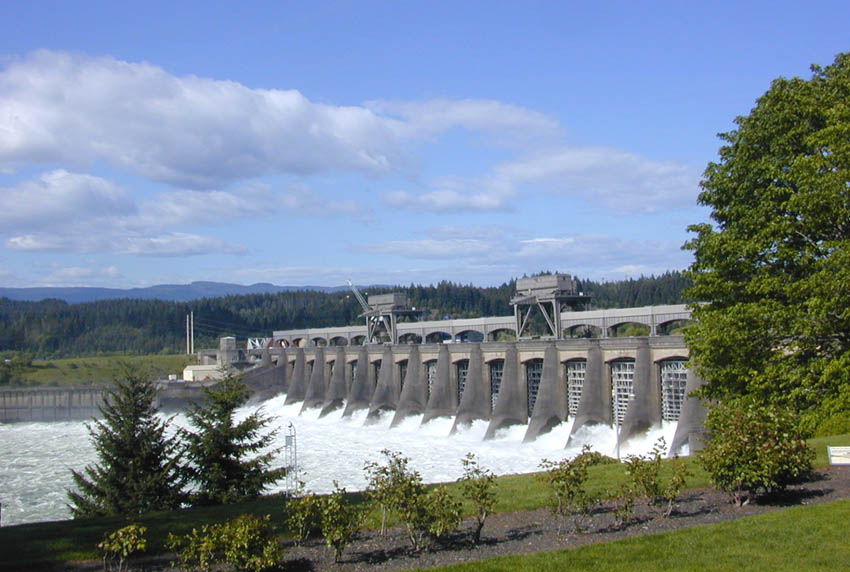
Тело Вирджинии было обнаружено недалеко от плотины Бонневиль (на фото), примерно в 74 км от того места, где в последний раз видели семью

1 мая 1959 года, через три месяца после сообщения о следах шин, речная буровая установка близ Те-Далса зацепила за свой якорь что-то тяжёлое, однако ничего вытащить на поверхность не удалось. Ранним утром 2 мая рыбак и его жена сообщили, что видели нечто похожее на два тела, плывущих вниз по течению около каскадных шлюзов; позже они столкнулись с ними возле плотины Бонневиль. Во второй половине дня 3 мая тело Сьюзен было обнаружено на северном берегу реки Колумбия, недалеко от Камаса (штат Вашингтон), примерно в 110 км к западу от Те-Далса. Её личность была подтверждена с помощью стоматологических карт. На следующее утро, 4 мая, тело Вирджинии было обнаружено около плотины Бонневиль, примерно в 74 км к западу от Те-Далса, что также было подтверждено с помощью стоматологических записей.
Тело Сьюзен было доставлено в Бюро судебно-медицинской экспертизы округа Кларк, а затем перевезено в округ Малтнома в Портленде для проведения вскрытия обоих тел. Один из техников, снявших отпечатки пальцев до вскрытия, указал судмедэксперту на то, что они считали пулевыми отверстиями в головах каждой из девушек; однако, согласно заключению судмедэксперта, таких повреждений обнаружено не было, и причиной смерти обеих девушек было официально объявлено утопление. Следы металла, включая алюминий, были обнаружены на одежде Сьюзен.
Руперт Гилмут, шериф округа Худ-Ривер, заподозрил, что речная буровая установка опрокинула машину Мартинов на дно реки и выбила одну из дверей, позволив телам Сьюзен и Вирджинии вырваться на поверхность и всплыть вниз по течению. Дальнейшие поиски были предприняты как гидролокатором, так и вертолетом, но безрезультатно. Поиски Кеннета, Барбары и Барби были впоследствии приостановлены после того, как один из участвовавших в поисках водолаз едва не утонул.

## Последующее расследование и теории
Полиция предположила, что семья могла погибнуть в результате того, что Кеннет съехал с обрыва в реку, в то время по другой версии семья была похищена и затем насильно сброшена в машине в реку. В 1961 году, через три года после исчезновения семьи, житель Камаса написал письмо в «Орегон Джорнал», в котором утверждал, что 7 декабря 1958 года они с компаньоном припарковались в Каскад-Локс и стали свидетелями того, как под железнодорожными путями, в направлении шлюзов, проследовал автомобиль. Несколько мгновений спустя они услышали крики, но, осмотревшись, ничего не нашли.
В декабре 1966 года, через 8 лет после исчезновения семьи, старший сын Дональд — единственный оставшийся в живых член семьи Мартинов — унаследовал семейное поместье, после периода семилетней пробации.
Полиция округа Малтнома подозревала наличие криминального следа в исчезновении Мартинов, основываясь на найденных на горе Худ следах шин, которые указывали на то, что автомобиль семьи могли намеренно столкнуть со скалы. Вызывали подозрения и сообщения о том, что Мартинов видели в сумерках на северном берегу реки в штате Вашингтон, в то время как следы шин поместили их на южном берегу реки в штате Орегон. Это означало бы, что их машина упала с обрыва после наступления темноты. Уолтер Грейвен, портлендский детектив, умерший в 1988 году, считал, что семья была убита, и что убийство будет раскрыто, как только их автомобиль будет обнаружен.
На 2023 год останки Кеннета, Барбары и их дочери остаются ненайденными, а их транспортное средство так и не было обнаружено.